# Giro di Lombardia 2010
104. edycja wyścigu kolarskiego Giro di Lombardia odbyła się 16 września 2010 roku i liczyła 260 km. Start wyścigu znajdował się w Mediolanie, a meta w Como. Wyścig ten posiadał kategorię 1.HC.

## Klasyfikacja generalna
| M-ce | Imię i nazwisko    | Kraj      | Drużyna            | Czas       |
| ---- | ------------------ | --------- | ------------------ | ---------- |
| 1.   | Philippe Gilbert   | Belgia    | Omega Pharma-Lotto | 6h 46' 32" |
| 2.   | Michele Scarponi   | Włochy    | Androni Giocattoli | + 12"      |
| 3.   | Pablo Lastras      | Hiszpania | Caisse d’Epargne   | + 55"      |
| 4.   | Jakob Fuglsang     | Dania     | Team Saxo Bank     | + 1' 08"   |
| 5.   | Vincenzo Nibali    | Włochy    | Liquigas-Doimo     | + 1' 08"   |
| 6.   | Samuel Sánchez     | Hiszpania | Euskaltel-Euskadi  | + 1' 12"   |
| 7.   | Mikel Nieve        | Hiszpania | Euskaltel-Euskadi  | + 2' 07"   |
| 8.   | Mauro Santambrogio | Włochy    | BMC Racing Team    | + 3' 01"   |
| 9    | Carlos Barredo     | Hiszpania | Quick Step         | + 3' 25"   |
| 10.  | Giampaolo Caruso   | Włochy    | Katusha Team       | + 3' 50"   |
|      |                    |           |                    |            |
| 18.  | Maciej Paterski    | Polska    | Liquigas-Doimo     | + 6' 10"   |
| -    | Maciej Bodnar      | Polska    | Liquigas-Doimo     | DNF        |
| -    | Sylwester Szmyd    | Polska    | Liquigas-Doimo     | DNF        |
| -    | Bartosz Huzarski   | Polska    | ISD-Neri           | DNF        |